# 吴斌 (1970年)
吴斌（1970年5月—），安徽省亳州市人，中华人民共和国政治人物。

## 生平
1970年5月，吴斌出生在安徽省亳县（今亳州市），安徽财贸学院（今安徽财经大学）统计学专业毕业。1992年6月，吴斌加入中国共产党。吴斌曾先后在亳州市统计局、亳州市财政局工作。
2019年11月15日，吴斌升任中共利辛县委书记。
2022年1月，吴斌出任亳州市政协副主席。

### 落马
2023年10月27日，吴斌涉嫌严重违纪违法接受安徽省纪委监委纪律审查和监察调查。
2024年4月29日，吴斌遭到开除党籍、开除公职（双开）处分。5月22日，安徽省人民检察院以涉嫌受贿罪对吴斌作出逮捕决定。